# Détrompeur
 (mai 2017).
Si vous disposez d'ouvrages ou d'articles de référence ou si vous connaissez des sites web de qualité traitant du thème abordé ici, merci de compléter l'article en donnant les références utiles à sa vérifiabilité et en les liant à la section « Notes et références ».
Un détrompeur (on trouve aussi le terme japonais poka-yoke, ポカヨケ, ou « anti-erreur ») est un dispositif, généralement mécanique, permettant d’éviter les erreurs d'assemblage, de montage ou de branchement.

## Enjeux et histoire du détrompeur
Les détrompeurs sont généralement mis en œuvre dans le cadre des méthodes qualité (approche « zéro défaut ») de l'industrie, notamment pour les machines de production. Les systèmes de détrompeurs permettent d’éviter les erreurs lors de la fabrication.
Un détrompeur est un système qui, lorsqu’il est bien conçu et proprement utilisé, ne peut laisser se produire aucune erreur, qu’elle soit humaine ou mécanique. Un bon système détrompeur doit permettre d’atteindre le « zéro défaut » et doit avoir pour finalité l’élimination des contrôles qualité qui sont présents afin de déceler les défauts de production. Un système détrompeur est mis en place pour empêcher à coup sûr que tout défaut envisageable ne puisse survenir.
Un poka-yoke doit permettre à l’opérateur de se concentrer sur son travail sans avoir besoin de faire des actions inutiles pour la prévention des erreurs.
Ces erreurs de production doivent tendre vers zéro avec un système détrompeur bien conçu.
Pour cette raison, il faut pouvoir implanter au plus tôt lors de la conception des machines, de bons systèmes détrompeurs, pour être sûr qu’au final de la chaîne de production, le produit fini soit sans défaut et ne nécessite aucune vérification.
Lors de la conception d’un système détrompeur, il faut déterminer précisément les besoins à satisfaire et connaître les restrictions que doivent engendrer le système détrompeur. Une analyse complète et détaillée de ses besoins peut permettre de fermer la porte à un maximum d'erreurs de manipulation.
On peut aussi, lors d’une démarche contraire définir sur quels points l’opérateur peut agir et ainsi ne rendre possible que les interventions pertinentes.
Dans l’idéal, un système détrompeur est conçu et réalisé en collaboration avec les opérateurs. Ces derniers sont les plus aptes à cibler parfaitement les problèmes puisque ce sont eux qui utilisent la machine.
Le système détrompeur poka-yoke est l'invention d'un ingénieur, Shigeo Shingō (1909-1990), employé chez Toyota. C'est lui qui a créé la méthode (SMED) (single minute exchange of die(s)), qui permet de changer un outil en moins de 10 minutes dans un processus de production. Il s'est beaucoup intéressé aussi au contrôle de la qualité et à tout ce qui pouvait amener une organisation vers le « zéro défaut ». C'est dans ce registre qu'il a été amené à construire le poka-yoke. L'idée est de concevoir un outil qui empêche l'erreur de se produire [Shingo, 1986]. Mieux vaut prévenir que guérir.
Il distingue trois sortes de détrompeur :
1. Le détrompeur de contact : la présence de ce dernier lors de l'opération oblige l'opérateur à ne pas faire d'erreur. L'exemple de la ceinture de sécurité non bouclée qui empêche la voiture de démarrer fait partie de cette catégorie d'outil anti-erreur.
2. Le détrompeur de signalement : il indique, lors d'une procédure, qu'une opération n'a pas été effectuée. C'est le signal sonore permanent qui se met en place lorsqu'une opération est manquante dans une procédure et qui ne s'arrêtera que lors de l'exécution de cette opération. C'est pour cette raison que certaines voitures sonnent lorsque l'on ouvre la portière alors que leurs feux sont allumés, dans le but d'éviter de vider la batterie par oubli.
3. Le détrompeur chronologique : c'est une suite d'opérations à caractère obligatoire à réaliser chronologiquement pour mettre en route une machine, ainsi la vérification effectuée par un pilote d'avion lors de la prise des commandes.

## Poka-yokeetbaka-yoke
Le poka-yoke est un « anti-erreur » : il permet d'éviter une erreur. Le cas typique est le code couleur : le fil vert sur le bouton vert, le fil rouge sur le bouton rouge.
Le baka-yoke est « l'anti-idiot » (baka 馬鹿 signifie « idiot » en japonais). Il est utilisé pour que l'opérateur ne crée pas une erreur : les prises de courant composées d'une phase, d'un neutre, et d'une terre ne permettent qu'une seule et unique position : la bonne, même si on veut essayer d'inverser le branchement (par exemple, connecter la terre avec une phase).

## Cas du détrompeur mécanique
Il s'agit généralement d'éviter de brancher des prises ou des connecteurs dans le mauvais sens (lorsqu'il y a un sens) ou d'éviter de placer un objet à la place d'un autre.
Généralement un ergot suffit, pour être plus efficace et robuste une forme spéciale, souvent dissymétrique, par exemple trapézoïdale peut être employée.

### Exemples
- Connectique électrique :
  - Prise de terre.
- Connectique électronique :
  - Prise Péritel (SCART).
  - Prise USB,
  - Port parallèle,
  - Port série,
  - Port FireWire.

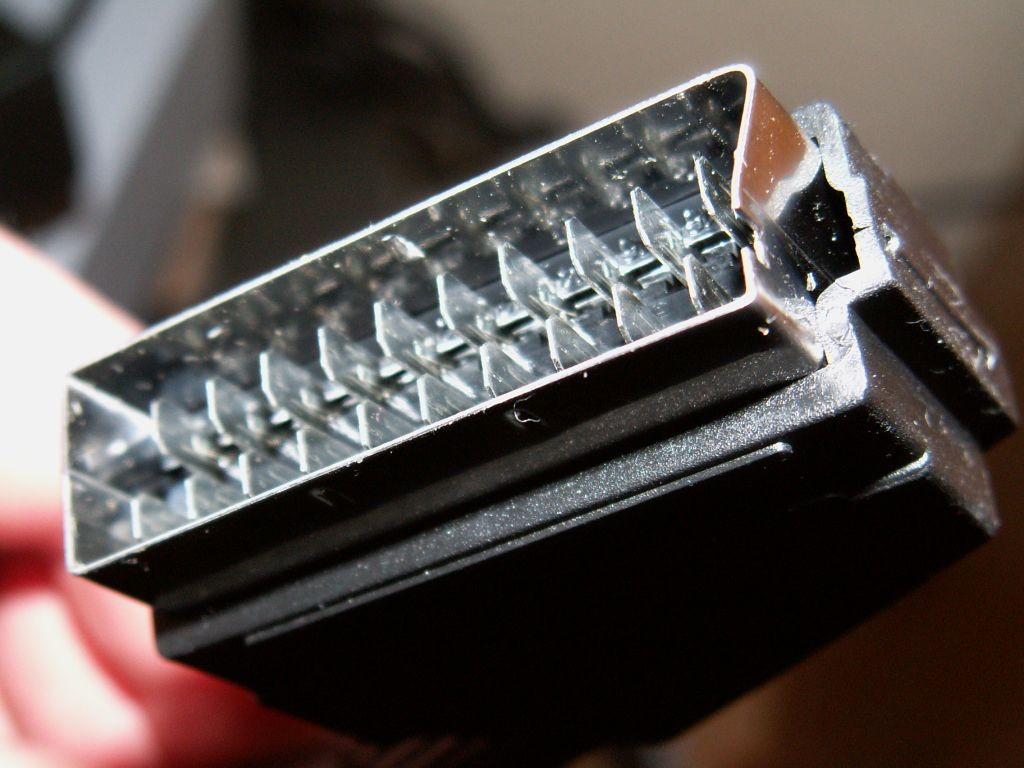
Prise péritel.
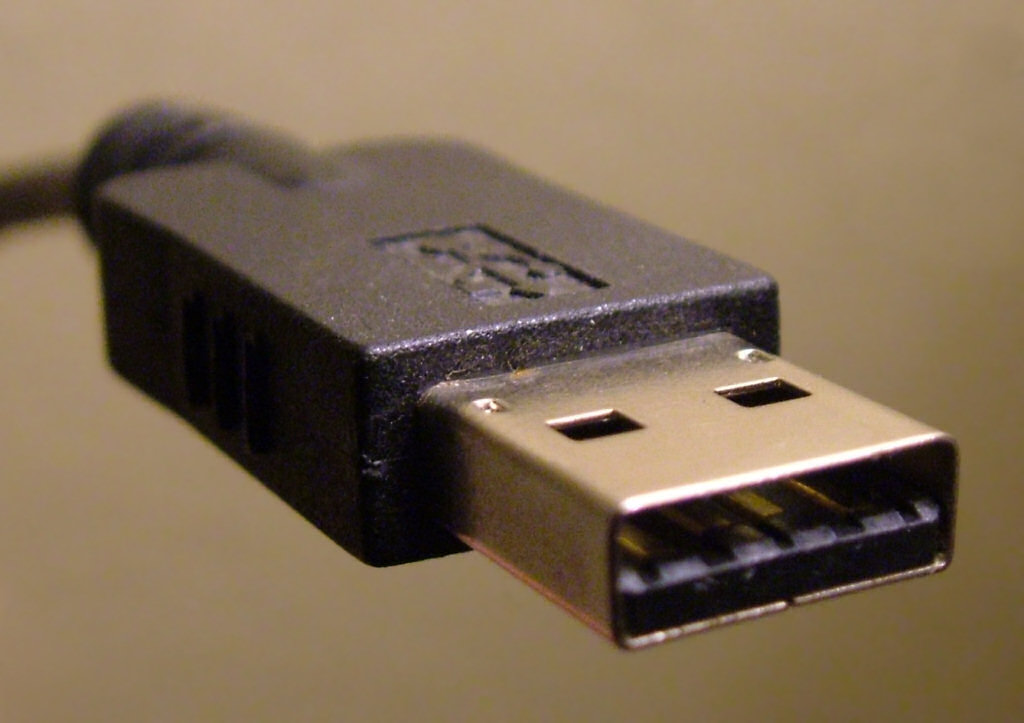
Connecteur USB de type A.
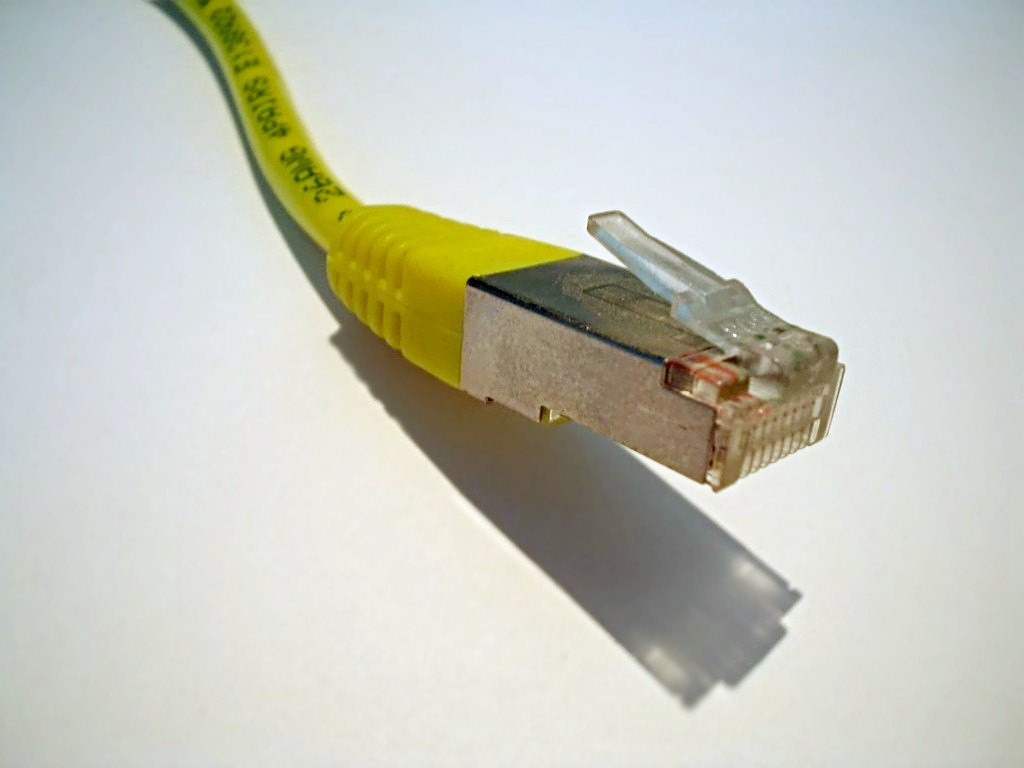
Connecteur Ethernet type RJ45.
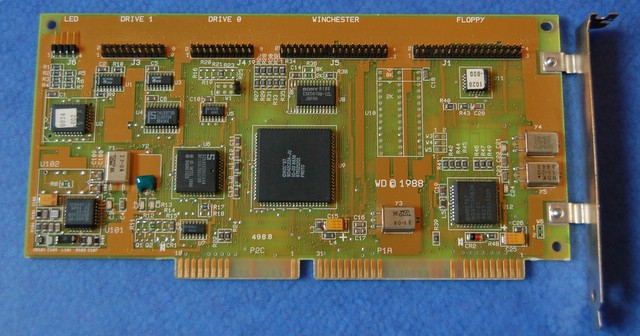
Ancienne carte contrôleur de mémoire de masse, connecteur type ISA.
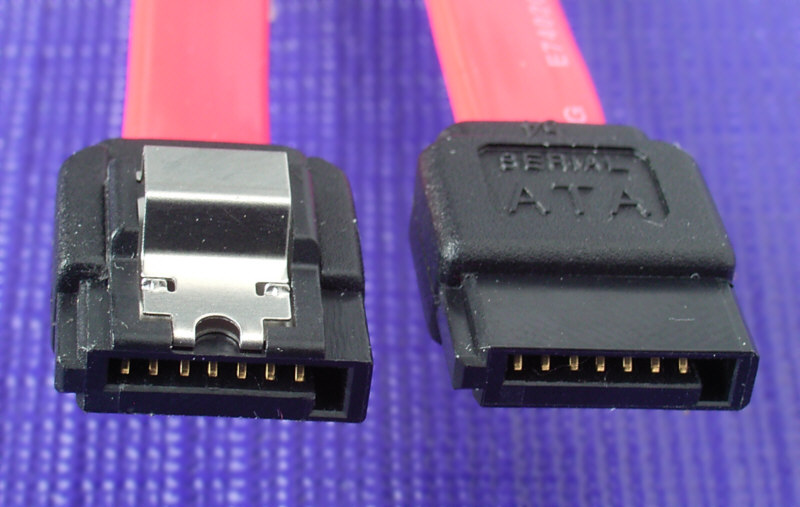
Connecteur type SATA2
Schéma d'un connecteur DIN 5 broches.
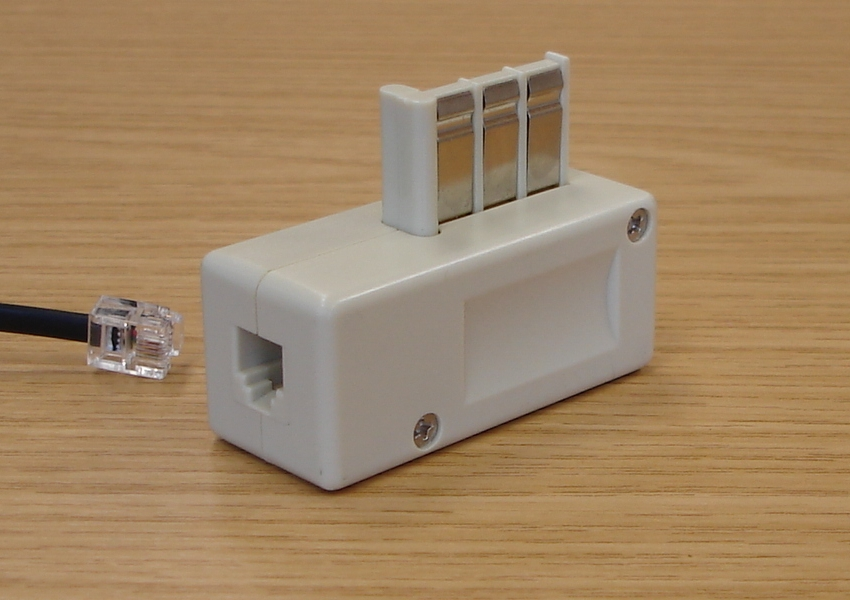
Adaptateur de téléphone français.

- Les robinetteries de gaz sont soumises à des normes très strictes, afin que l'on ne puisse pas se tromper dans les branchements ; en France, il s'agit de la norme NF E 29-650 :
  - Dans le cas d'un branchement vissé, la distinction se fait sur le sens du filetage (pas à gauche ou à droite) et sur la position de la partie mâle et femelle (sur la bouteille ou le tuyau) ;
  - Dans les hôpitaux, les prises de vide et de dioxygène dans les chambres, de dioxygène et de protoxyde d'azote pour l'anesthésie sont différentes ;
  - Pour les sapeurs-pompiers, les branchements des bouteilles de dioxygène médical et les branchements des bouteilles d'air comprimé des appareils respiratoires isolants sont également différents ;
- De nombreux supports enregistrables ont des formes comprenant un détrompeur. Par exemple les disquettes et les cartes SD ;
- Dans l'industrie, certaines pièces à usiner présentent un détrompeur pour une bonne orientation sur le montage d'usinage ou un poste quelconque.

## Cas du détrompeur électronique
Dans de nombreux appareils alimenté en électricité continue, en particulier avec 
des piles électriques, on protège le circuit d'un branchement accidentel en polarité inversée (le + sur le - et inversement). Pour cela la diode est un composant efficace, elle ne laisse passer le courant que dans un sens. La majorité des composants électroniques actifs sont détruits s'ils sont branchés à l'envers, d'où la nécessité de bloquer la circulation du courant si la source électrique est à l'envers.
Dans d'autres cas, les appareils sont pourvus d'un pont de diodes permettant le fonctionnement et, ce quelle que soit la polarité de l'alimentation.

## Système de pensée associé
L’intérêt d’un détrompeur est d’éviter une production défectueuse.
La nuance peut paraître sans grand intérêt par rapport à la définition initiale : en fait, elle fonde tout le système de pensée japonais en production (voir l'exemple de Toyota), dans lequel le fait de « faire la qualité » est prioritaire sur le fait de « contrôler la qualité ».
D’une manière positive, le détrompeur devient un dispositif permettant de n’autoriser la production que si celle-ci est bonne.
Pendant de nombreuses années, on a négligé l’importance de l’approche culturelle dans l’approche des problèmes de la qualité.
Cette limite a notamment conduit à la faillite des cercles de qualité (lancés par Kaoru Ishikawa au Japon en 1962) en France, où la langue japonaise est encore réputée « très étrangère »[pas clair].